# 7 Dywizja Piechoty (PSZ)
7 Dywizja Piechoty (7 DP) – wielka jednostka piechoty Polskich Sił Zbrojnych w latach 1941–1947.

## Formowanie i zmiany organizacyjne

### W Polskich Siłach Zbrojnych w ZSRR
6 września 1941 polsko-radziecka wojskowa komisja mieszana uzgodniła podniesienie stanu żywionych Armii Polskiej w ZSRR do 44 tys. W ramach Ośrodka Zapasowego Armii, a następnie Ośrodka Organizacyjnego Armii w Tockoje, 29 września 1941 roku  jego dowódca postanowił zorganizować 19 pułk piechoty i 7 pułk artylerii lekkiej jako zalążek 7 Dywizji Piechoty. Dowódca Polskich Sił Zbrojnych w ZSRR rozkazem nr Ldz. 140 z dnia 20 października 1941 r. polecił dowódcy OOA organizację 7 Dywizji Piechoty. Dowódcą Ośrodka i 7 DP został płk dypl. Bronisław Rakowski. Dywizja miała zostać sformowana na podstawie etatu radzieckiej dywizji piechoty, w składzie:
- Dowództwo i sztab,
- 19 pułk piechoty – płk dypl. Leon Koc
- 20 pułk piechoty – ppłk Aleksander Idzik
- 21 pułk piechoty – płk Alfred Schmidt
- 7 pułk artylerii lekkiej – ppłk Zygmunt Kaznowski
- 7 dywizjon artylerii przeciwlotniczej – kpt. Teodor Dobrowolski
- 7 dywizjon kawalerii - rtm. Edward Capałła
- 7 batalion łączności - kpt. Zawitkowski
- 7 batalion saperów – mjr Włodzimierz Kupryk
- 7 batalion sanitarny - kpt. dr Gajek.

Z uwagi na brak możliwości zakwaterowania i dalszego rozwoju Armii w dotychczasowym miejscu postoju, postanowiono pod koniec grudnia formowania 7 DP zaniechać. W tym celu pułki 19 i 21 piechoty i 7 pal obecnie jako zapasowy pozostały w ramach OOA jako jego jednostki etatowe, natomiast 20 pp został przesunięty do formowanej od stycznia 1942 roku 8 Dywizji Piechoty. 5 stycznia 1942 dowódca armii wydał rozkaz organizacyjny zgodnie z którym 7 Dywizja Piechoty miała być formowana ponownie na podstawie etatów brytyjskich, w składzie:
- Dowództwo 7 Dywizji Piechoty
- 22 pułk piechoty – ppłk Stanisław Krajewski
- 23 pułk piechoty – ppłk Józef Kramczyński[2]
- 7 pułk artylerii lekkiej – ppłk Jan Świerczyński
- 7 pułk artylerii ciężkiej – mjr Adam Machnowski
- 7 dywizjon artylerii przeciwlotniczej - kpt. Zieliński
- 7 dywizjon rozpoznawczy - ppłk Eugeniusz Święcicki
- 7 batalion saperów – kpt. inż. Konstanty Modzelewski
- 7 kompania przeciwpancerna
- 7 kompania łączności
- 7 kompania żandarmerii
- pluton miotaczy ognia
- 7 kompania sanitarna
- szpital
- 7 pluton samochodowy
- 7 park intendentury
- 7 sąd polowy
- 7 kompania zaopatrzenia i transportu
- Szkoła Podchorążych Rezerwy Piechoty 7 DP
- 7 kompania Pomocniczej Służby Kobiet
- komenda uzupełnień nr 3 ze stacją zborną
- referat opieki społecznej

o łącznym stanie 663 oficerów i 13.386 podoficerów i szeregowych. W rozkazie wskazano jako miejsce formowania dywizji miejscowość Kermine w Uzbeckiej Socjalistycznej Republice Radzieckiej (150 km na północny zachód od Samarkandy). Zgodnie z rozkazem dowódcy armii, gen. dyw.  Władysława Andersa stanowisko dowódcy dywizji objął gen. bryg. Zygmunt Bohusz-Szyszko. 16 marca, w wyniku nacisków władz radzieckich, gen. Anders dokonał zmiany na stanowisku szefa sztabu armii. Nowym szefem sztabu został gen. bryg. Bohusz-Szyszko. Jego miejsce w 7 Dywizji Piechoty zajął płk dypl. Leopold Okulicki przy czym do pełnienia obowiązków dowódcy dywizji przystąpił dopiero 21 kwietnia.  7 Dywizja Piechoty formowana była na terenie obszarów niesprzyjających zdrowiu żołnierzy, w fatalnych warunkach sanitarno-epidemiologicznych i żywnościowych w trakcie formowania jej, dotknięta została licznymi epidemiami; tyfusu plamistego, czerwonki, malarii, duru brzusznego. Zmarło 973 żołnierzy, junaków, poborowych i ochotniczek PSK. Pomimo złych warunków i dużej śmiertelności, proces formowania dywizji postępował. Na dzień 1 marca 1942 r. stan jej wynosił 7 199 żołnierzy. W ramach I ewakuacji armii do Iranu i na Bliski Wschód w okresie od 24 marca do 4 kwietnia z 7 Dywizji Piechoty ewakuowano 3611 żołnierzy. W okresie od kwietnia do sierpnia 1942 roku prowadzono dalszy nabór ochotników i poborowych, z uwagi na tragiczne warunki zdrowotne i żywnościowe nie prowadzono systematycznego szkolenia, posiadano niewielką ilość broni strzeleckiej i w obu pułkach artylerii po jednym dziale. Do momentu ewakuacji z ZSRR dywizja nie osiągnęła gotowości organizacyjnej i nie była uzbrojona. W dniach 5-9 sierpnia, w sześciu transportach kolejowych oddziały dywizji zostały przegrupowane z Kermine do Krasnowodska. Do 11 sierpnia wszystkie jednostki dywizji zgrupowały się w Polskiej Bazie Ewakuacyjnej w Krasnowodzku. Dzień później żołnierzy oraz ludność cywilną zaokrętowano na radzieckie statki „Kaganowicz” i „Żdanow”. Późnym wieczorem 13 sierpnia oba statki zacumowały na redzie irańskiego portu Pahlevi. Po wyokrętowaniu pododdziały marszem pieszym zostały skierowane do obozu położonego kilka kilometrów od Pahlevi, gdzie przeszły kwarantannę i otrzymały mundury tropikalne. W dniach 16 sierpnia - 8 września dywizja przegrupowała się z obozu w rejonie Pahlevi do obozu Khanaqin w Iraku.

### W Armii Polskiej na Wschodzie

Oznaka Armii Polskiej na Wschodzie

Z dniem 12 września 1942 roku, 7 Dywizja Piechoty, weszła w skład Armii Polskiej na Wschodzie. W nowym miejscu postoju w okresie od 8 do 12 grudnia 1942 roku nastąpiła reorganizacja dywizji, w miejsce 22 i 23 pułków piechoty zostały sformowane 7 i 8 Brygady Strzelców, z 7 dywizjonu rozpoznawczego sformowano 7 pułk kawalerii pancernej. Wyłączono z dywizji 7 pal i 7 pac. 7 kompanię ppanc. wyłączono z dywizji i przeformowano w 7 pułk artylerii ppanc., 7 dywizjon plot. wyłączono z dywizji i przeformowano w 8 pułk artylerii plot. ciężkiej. Poddano przeglądowi stan osobowy żołnierzy dywizji, zwalniając żołnierzy niezdolnych do służby, a starszych wiekiem przeniesiono do jednostek tyłowych. W okresie marzec-maj 1943 roku w związku z brakami szeregowych skadrowano 8 Brygadę Strzelców i jej bataliony.  Wysłano dalszych ochotników do lotnictwa i 1 Samodzielnej Brygady Spadochronowej. Jednocześnie w okresie czerwca i lipca 1943 roku zredukowano stan 7 Brygady Strzelców i innych jednostek dywizji wydzielając żołnierzy jako uzupełnienie pozostałych dywizji i jednostek pozadywizyjnych, rozwiązano polowe jednostki i służby, a żołnierzy odesłano do innych jednostek celem uzupełnienia braków. W związku z tym dywizja została jednostką zapasowo-szkolną. Zadaniem dywizji było zachowanie zdolności do rozwinięcia w bojowy związek taktyczny, prowadzenie scentralizowanego szkolenia oficerów, podchorążych i specjalistów poszczególnych broni i służb oraz zbieranie i szkolenie uzupełnień dla jednostek armii. W skład dywizji weszły:
- 7 Brygada Strzelców - dowódca ppłk Józef Kramczyński
- Kadra 8 Brygady Strzelców - dowódca ppłk Stanisław Krajewski
- 7 pułk kawalerii pancernej (o stanach zmniejszonych) dowódca - ppłk Eugeniusz Święcicki
- 7 batalion ckm (o stanach zmniejszonych) - dowódca ppłk dypl. Bolesław Krzyżewski
- 7 batalion saperów (o stanach zmniejszonych) - dowódca kpt. Jan Krajewski
- 7 batalion łączności (o stanach zmniejszonych) - kpt. Stefan Czapliński
- Centrum Wyszkolenia Armii - komendant ppłk Wincenty Kurek
- Ośrodek Zapasowy Armii - dowódca płk dypl. Wacław Leon Koc.

W maju 1943, w ramach kolejnej reorganizacji dywizja została podporządkowana dowódcy Bazy i Etapów Armii, gen. bryg. Józefowi Wiatrowi. 12 czerwca dywizję wizytował gen. broni Władysław Sikorski. W sierpniu i wrześniu jednostki Armii Polskiej na Wschodzie zostały przesunięte do południowej Palestyny. 7 Dywizja została rozmieszczona w obozie Yibna. 7 września odbyło się uroczyste przekazanie obowiązków dowódcy dywizji przez płk. dypl. Leopolda Okulickiego dla płk. Alfreda Schmidta. 25 listopada gen. broni Kazimierz Sosnkowski, naczelny wódz wydał wytyczne organizacyjne, zgodnie z którymi Armia Polska na Wschodzie została podzielona na trzy rzuty. W pierwszym rzucie znalazł się 2 Korpus wzmocniony przez wysuniętą na teren operacyjny bazę armii. Cały rzut stanowił samodzielny związek taktyczno-operacyjny dowodzony przez gen. dyw. Władysława Andersa i podporządkowany operacyjnie dowódcy brytyjskiej 8 Armii. W skład wysuniętej bazy armii weszły: 7 Zapasowa Dywizja, Centrum Wyszkolenia Armii, szpitale, domy ozdrowieńców, kasyna polowe i inne. W wyniku tych decyzji dotychczasowa organizacja dywizji uległa zmianie. Kadra 8 Brygady Strzelców została przekształcona w Ośrodek Zapasowy Armii, który pozostawał w drugim rzucie armii. Zadaniem ośrodka było zbieranie, szkolenie i wysyłanie do 7 Dywizji żołnierzy powracających ze szpitali oraz przeprowadzenie zwolnień ze służby czynnej oficerów i żołnierzy. Podczas stacjonowania w Palestynie  15 stycznia 1944 roku 7 Brygada Zapasowa została przemianowana na Ośrodek Uzupełnień Piechoty, po przetransportowaniu do obozu wojskowego w Quassasin w Egipcie ośrodek ponownie z dniem 19 lutego 1944 r. przemianowany na 7 Brygadę Zapasową w składzie 7 Zapasowej Dywizji.

### W składzie Bazy 2 KP we Włoszech
Struktura organizacyjna dywizji w maju 1944 r.
- Dowództwo 7 Dywizji Zapasowej
- 7 Zapasowa Brygada Piechoty
- 7 zapasowy pułk artylerii mieszanej
- 7 zapasowy szwadron rozpoznawczy (do końca maja)[8]
- batalion zapasowy czołgów (do początków maja)[8]
- Rezerwa Oficerów[8]
- Stacja Zborna (szeregowych)
- 7 zapasowa kompania saperów
- 7 zapasowa kompania łączności
- 17 zapasowa kompania zaopatrywania
- 17 pluton transportowy
- 7 pluton żandarmerii
- 7 zapasowa kompania warsztatowa
- czołówka naprawcza typu „C”
- 7 zapasowa kompania sanitarna
- 7 zapasowa kompania PWSK (od 21 czerwca 1944)
- Centrum Wyszkolenia Armii (od 1 maja do 4 października 1944)
- 24 batalion piechoty (dawniej wartowniczy 7 DP)

Od 15 marca do 20 kwietnia 1944 r. 7 Dywizja została przewieziona transportem morskim do Taranto i Neapolu we Włoszech i skierowana do rejonu Mottoli, zakwaterowana w miejscowościach San Basilio, San Domenico. W momencie transportu do Włoch stan dywizji wynosił 483 oficerów i 2954 szeregowych i stanowiła tzw. II uzupełnienie 2 Korpusu Polskiego. Weszła w skład Bazy 2 KP. W dniu 5 maja 1944 dowództwo dywizji przejął płk Józef Giza. Wymieniony oficer (29 września awansowany na generała brygady), obowiązki dowódcy dywizji pełnił do sierpnia 1945 z przerwami na leczenie. Według Piotra Żaronia, w czerwcu 1944 na bazie zapasowego batalionu czołgów i zapasowego szwadronu rozpoznawczego sformowano 7 Pułk Pancerny. W okresie tuż przed bitwą o Monte Cassino i w jej trakcie w składzie 11 batalionu łączności Korpusu, wspierała patrolowanie linii telefonicznych i prowadziła działania przeciw dywersyjne oraz pełniła służbę ochronną wydzielona kompania ze składu 7 Zapasowej DP  w sile 12 oficerów i 62 szeregowych. Na przełomie maja i czerwca 1944 roku z dywizji odchodzi zapasowy batalion czołgów i kwatermistrzostwo dywizji, a zostaje utworzone Centrum Wyszkolenia Armii w rejonie miejscowości Matera, podległe pod dowództwo 7 Zapasowej DP oraz sformowana została 7 zapasowa kompania PSK (Pomocniczej Służby Kobiet). Zorganizowany został z dniem 21 czerwca 21 batalion piechoty i włączony do składu 7 Zapasowej Brygady Piechoty. 6 sierpnia 1944 roku 24 batalion piechoty przemianowany zostaje na 22 batalion piechoty. 23 sierpnia 1944 dywizji przywrócono nazwę - 7 Dywizja Piechoty. W dniu 18 października ze składu dywizji wydzielone zostało Centrum Wyszkolenia Armii i podporządkowane bezpośrednio pod dowództwo Bazy 2 KP. 25 października 1944 r. wszystkie jednostki dywizji noszące numer „7” otrzymały numer „17”. Realizując „I Fazę Rozbudowy Sił Zbrojnych” w garnizonach 7 dywizji i na bazie części jej kadry oraz szeregowych po wstępnym przeszkoleniu, w okresie październik- grudzień rozpoczęto tworzenie nowych jednostek: 3 BSK dla 3 DSK, 4 WBP dla 5 KDP oraz dodatkowych jednostek służb (kompanie transportowe, warsztatowe sanitarne itp.), 12 i 13 pac dla 2 G Art., 2 batalion komandosów dla 2 BPanc. Natomiast od grudnia 1944 do marca 1945: 16 Pomorskiej Brygady Piechoty, 8 pal, 2 pappanc, 16 daplot (niezbędnych kompanii służb) dla 2 Warszawskiej Dywizji Pancernej oraz 7 i 25 pułków ułanów. Ponadto przekazano szeregowych na potrzebę tworzenia 3 Samodzielnej Wielkopolskiej Brygady Pancernej. Tworzenie ww. jednostek odbywało się przy udziale wybranych oficerów i szeregowych z frontowych jednostek 2 KP. Przez cały okres natomiast sukcesywnie wysyłano uzupełnienia do walczących jednostek korpusu na froncie. W dniu 20 listopada 1944 w ramach dywizji utworzono batalion wartowniczy 7 DP z żołnierzy powyżej 42 roku życia lub kategorią zdrowia „D”. Ze składu tego batalionu utworzono też kompanie dla 3 i 5 dywizji, a 30 grudnia ten batalion przeformowano w 24 batalion piechoty. Przed ofensywą w kierunku Bolonii wybrano 800 żołnierzy z tworzonej w ramach 7 Dywizji 16 Pomorskiej Brygady Piechoty i wysłano ich na uzupełnienie piechoty w dywizjach „frontowych”.  21 batalion w kwietniu1945  skierowano w rejon Forli i Bolonii, gdzie przekazał cały stan szeregowych dla walczących batalionów. W chwili zakończenia wojny 7 Dywizja Piechoty w etatowych oddziałach liczyła 690 oficerów i 5836 szeregowych oraz 19 oficerów i 552 szeregowych ochotniczek PSK.  Dalszy napływ Polaków jeńców z armii niemieckiej, jeńców polskich z terenu Niemiec i Austrii doprowadził do dalszego rozwoju dywizji. Z dniem 20 czerwca 1945 roku powstał z wydzielonych kompanii istniejących batalionów, 20 batalion piechoty, a dodatkowo na bazie 24 batalionu piechoty i kadry innych jednostek powstały bataliony wartownicze „A”, „B”, „C” i „D”. Bataliony te pełniły służbę na terenie prawie całych Włoch przy składach, szpitalach, magazynach, bazach, portach, itp. Jednakże z uwagi na zaistniałą sytuację polityczną, w tym cofnięcie uznania Rządowi Polskiemu na uchodźstwie w Londynie, jesienią 1945 r. rozpoczęto redukcję 2 Korpusu Polskiego. W jej wyniku rozwiązano 16 września 20 batalion piechoty, 30 października 24 batalion piechoty, a na przełomie roku 1945 i 1946 rozformowano cztery bataliony wartownicze 7 DP. Ogółem w dywizji od marca 1944 do czerwca 1945 przeszkolono ok. 26 000 żołnierzy, natomiast w szeregach dywizji w latach 1942–1947 służyło ponad 40 000 żołnierzy. Zmarło głównie z chorób, zginęło w nieszczęśliwych wypadkach, wypadkach komunikacyjnych szacunkowo nie mniej niż 1200 żołnierzy. Ostatnim dowódcą dywizji został gen. bryg. Zygmunt Łakiński. Obowiązki na tym stanowisku pełnił od sierpnia 1945 do kwietnia 1947. W okresie od lipca do grudnia 1946 roku przewieziono 7 DP wraz z 2 Korpusem Polskim do Wielkiej Brytanii i zakwaterowano w obozach Wharles Camp, Inship k. Preston i Lancashire. Prowadzono demobilizację żołnierzy i ich repatriację, część żołnierzy wstąpiła do PKPR. W kwietniu 1947 roku 7 Dywizja Piechoty została rozwiązana.

## Symbole dywizji
Odznaka pamiątkowa
Wykonana w metalu, srebrzona i oksydowana, czteroczęściowa o wymiarach  46 x 32 mm. Na tarczy w kolorze starego srebra nałożony herb: na białej tarczy herbowej stylizowany czerwony gryf. Pod herbem dwa skrzyżowane miecze. Dolna część tarczy i boki otoczone wieńcem z liści wawrzynu i dębu. W zwieńczeniu inicjały „D 7P” i dwa biało - czerwone proporczyki. Tarcza herbowa obramowana wąskim granatowym paskiem emalii.
Oznaka rozpoznawcza
Oznaka wykonana z sukna o wymiarach 52 x 40 mm. Na białej tarczy czerwony gryf ze złoconymi szponami. Gryf obramowany wąskim niebieskim paskiem. Oznaka noszona była na lewym rękawie 5 cm poniżej naszywki „Poland”.

## Żołnierze dywizji
Dowódcy dywizji
- płk dypl./gen. bryg. Bronisław Rakowski (X - XII 1941)[16]
- gen. bryg. Zygmunt Bohusz-Szyszko (I - III 1942)
- płk dypl. Leopold Okulicki (21 IV 1942 - 7 IX 1943)
- płk piech. Alfred Jan Schmidt (7 IX 1943 - 12 IV 1944)
- gen. bryg. Józef Giza (12 IV 1944 - VIII 1945)
- płk piech. Walenty Peszek (p.o. VI - X 1944)
- ppłk Józef Kramczyński (p.o. 4 XII 1944 - 28 III 1945)  i (3-26 VII 1945)[2]
- gen. bryg. Zygmunt Łakiński (VIII 1945 - 1947)

Zastępcy dowódcy dywizji
- ppłk Eugeniusz Jasiewicz (I - III 1942)[17]
- płk Nikodem Sulik (IV - XII 1942)[4]
- płk Alfred Jan Schmidt (I-III 1943)[18]
- płk Józef Frączek (III 1943 - V 1944)[19]
- płk Walenty Peszek (VI - X 1944)[19]
- ppłk Józef Kramczyński (X 1944 - 1947)[2]

Szefowie sztabu
- ppłk dypl. Jan Giełgud (I - III 1942)[17]
- ppłk dypl. Stanisław Koziejowski (od III 1942)[4][18]
- ppłk dypl. Bolesław Maciej Krzyżewski[19]
- ppłk dypl. Andrzej Hytroś (od 21 IV 1944)[19]